# José Luis Arilla
José Luis Arilla, né le 5 mars 1941 à Barcelone, est un joueur de tennis espagnol des années 1960.
Il a été finaliste du tournoi de double de Roland Garros en 1960 avec Andrés Gimeno face à la paire australienne Roy Emerson et Neale Fraser.

## Carrière
C'est en double qu'il s'est le plus souvent distingué, notamment au sein de l'équipe d'Espagne de Coupe Davis où il était le partenaire de Manuel Santana. Les deux hommes ont joué ensemble 22 matchs dans la compétition (15 victoires) avec plusieurs succès de prestige sur l'Italie en 1963, l'Afrique du Sud et les États-Unis en 1965 ou encore la Grande Bretagne en 1967. Arilla a fait partie de l'équipe espagnole lors de la majorité des rencontres entre 1962 et 1968 dont une demi-finale européenne en 1963 contre les britanniques Mike Sangster et Bobby Wilson, une finale de Challenger Round
en 1965 après un total de 7 victoires en zone européenne et inter-zone dont les américains Clark Graebner et Dennis Ralston. En finale, il perd le double contre les australiens John Newcombe et Tony Roche. Il joue aussi une finale inter-zone en 1967 face à l'Afrique du Sud et 1968 contre l'Italie. Récompensé par un Davis Cup Commitment Award, il a joué un total de 40 matchs dont 30 en double entre 1959 et 1969.
En simple, il a remporté le tournoi du Caire en 1963 contre Nicola Pietrangeli et a atteint deux huitièmes de finale à Wimbledon en 1963 et 1964.
Dans les années 1990, il a commenté le tennis à la télévision pour La 2.
Son frère ainé, Alberto a également joué au tennis au début des années 1960. Ce dernier l'a battu en finale du tournoi de Nottingham en 1962.

## Palmarès

### Finales en double messieurs
| No | Date       | Nom et lieu du tournoi                   | Catégorie | Dotation | Surface      | Vainqueurs               | Partenaire    | Score               |          |
| -- | ---------- | ---------------------------------------- | --------- | -------- | ------------ | ------------------------ | ------------- | ------------------- | -------- |
| 1  | 1960       | Tournoi de tennis de Barcelone Barcelone |           | NC $     | Terre (ext.) | Roy Emerson Neale Fraser | Andrés Gimeno | 6-4, 6-0, 6-4       |          |
| 2  | 17-05-1960 | Internationaux de France Paris           | G. Chelem | NC $     | Terre (ext.) | Roy Emerson Neale Fraser | Andrés Gimeno | 6-2, 8-10, 7-5, 6-4 | Parcours |

## Parcours dans les tournois duGrand Chelem

### En simple
| Année | Open d'Australie | Open d'Australie | Internationaux de France | Internationaux de France | Wimbledon       | Wimbledon         | US Open        | US Open  |
| ----- | ---------------- | ---------------- | ------------------------ | ------------------------ | --------------- | ----------------- | -------------- | -------- |
| 1958  | —                | —                | —                        | —                        | 2e tour (1/32)  | N. Fraser         | —              | —        |
| 1959  | —                | —                | —                        | —                        | 1er tour (1/64) | B. Phillips-Moore | —              | —        |
| 1960  | —                | —                | 2e tour (1/32)           | R. Emerson               | 1er tour (1/64) | B. MacKay         | —              | —        |
| 1961  | —                | —                | —                        | —                        | —               | —                 | —              | —        |
| 1962  | —                | —                | 2e tour (1/32)           | B. Jovanović             | 2e tour (1/32)  | B. Howe           | —              | —        |
| 1963  | —                | —                | 2e tour (1/32)           | R. Emerson               | 1/8 de finale   | W. Bungert        | —              | —        |
| 1964  | —                | —                | 3e tour (1/16)           | K. Fletcher              | 1/8 de finale   | R. Osuna          | 3e tour (1/16) | T. Roche |
| 1965  | —                | —                | —                        | —                        | 1er tour (1/64) | T. Ulrich         | —              | —        |
| 1966  | —                | —                | —                        | —                        | 3e tour (1/16)  | J. Leschly        | —              | —        |
| 1967  | —                | —                | —                        | —                        | 1er tour (1/64) | J. Leschly        | —              | —        |
| 1968  | —                | —                | —                        | —                        | 2e tour (1/32)  | O. Bengtson       | —              | —        |
| 1969  | —                | —                | 1er tour (1/64)          | P. Barthes               | —               | —                 | —              | —        |
| 1970  | —                | —                | —                        | —                        | —               | —                 | —              | —        |
| 1971  | —                | —                | —                        | —                        | 2e tour (1/32)  | J. Leschly        | —              | —        |

N.B. : à droite du résultat se trouve le nom de l'ultime adversaire.

### En double
Parcours à partir de 1968.
| Année | Open d'Australie | Open d'Australie | Internationaux de France | Internationaux de France | Wimbledon                | Wimbledon              | US Open | US Open |
| ----- | ---------------- | ---------------- | ------------------------ | ------------------------ | ------------------------ | ---------------------- | ------- | ------- |
| 1968  | —                | —                | —                        | —                        | 1/8 de finale M. Orantes | K. Fletcher M. Santana | —       | —       |
| 1969  | —                | —                | 1/8 de finale M. Santana | K. Rosewall F. Stolle    | —                        | —                      | —       | —       |

N.B. : le nom du ou de la partenaire se trouve sous le résultat ; le nom des ultimes adversaires se trouve à droite.

## Liens Externes
- Ressources relatives au sport :   - ATP
  - Coupe Davis
  - Enciclopèdia de l'Esport Català
  - ITF
  - Wimbledon
- (en) « Tennisarchives.com », sur tennisarchives.com (consulté le 25 décembre 2023)